# Fondazione Raffaele Fabretti
La Fondazione Raffaele Fabretti, con sede in Roma, svolge attività di studio della cultura antica e contemporanea. È stata fondata da Marsilio Fabretti nel 1674 ed è attualmente diretta da Giorgio Fabretti.
Le attività della Fondazione Raffaele Fabretti seguono le linee di pensiero ispirate al magistero seicentesco di Raffaele Fabretti già impegnato nell'elaborazione degli statuti dell’Accademia Reale di Scienze per Cristina di Svezia e l’Accademia dell’Arcadia.
Tra le collaborazioni, quella con il Pio Sodalizio dei Piceni in occasione del progetto L’impronta picena a Roma – verso il cinquecentenario di Sisto V.